# Athyrium rupicola
Athyrium rupicola är en majbräkenväxtart som först beskrevs av Hope, och fick sitt nu gällande namn av Carl Frederik Albert Christensen. Athyrium rupicola ingår i släktet Athyrium och familjen Athyriaceae. Inga underarter finns listade.